# Alonso de Olmedo
Alonso de Olmedo Tofiño (Talavera de la Reina, Toledo, fines del XVI-Madrid, c. 1652) fue un actor y empresario teatral del Siglo de Oro, padre del dramaturgo y actor Alonso de Olmedo y Ormeño.

## Matrimonios
Paje del Conde de Oropesa, comenzó su carrera como actor cuando se enamoró de la actriz Luisa de Robles, que estaba casada con el cobrador de la compañía de Manuel Vallejo. Se unió a la compañía con el propósito de cortejarla. Tras conocerse la muerte (en extrañas circunstancias) del marido, se casó con ella y juntos formaron compañía propia. En 1622, cuando actuaban en el Corral de Puerta Real de Granada, se presentó Manuel Vallejo, que en realidad no había muerto. Desde entonces se separaron y marchó a Zaragoza, donde se casó con Jerónima Ormeño, con quien tuvo cuatro hijos, María, Alonso, Jerónimo y Juana. Todos ellos, salvo Juana, siguieron la profesión del padre. 
En 1640 dirigió un memorial al Ayuntamiento de Sevilla en que solicitaba hacer las fiestas del Santísimo Sacramento; el consistorio le ordenó unirse con sus hijos a la compañía de Manuel Vallejo. 
Parece que volvió a Zaragoza, donde Felipe IV le otorgó ejecutoria de infanzón aragonés el 20 de mayo de 1647. Alonso de Ormeño Tofiño fue director de compañía desde 1616 hasta 1647; no se le conocen obras teatrales, pero se le suele confundir con su hijo, el actor y dramaturgo del mismo nombre.